# Niles (Michigan)
Niles é uma cidade localizada no estado americano de Michigan, no Condado de Berrien e Condado de Cass.

## Demografia
Segundo o censo americano de 2000, a sua população era de 12.204 habitantes.
Em 2006, foi estimada uma população de 11.571, um decréscimo de 633 (-5.2%).

## Geografia
De acordo com o United States Census Bureau tem uma área de
15,4 km², dos quais 15,0 km² cobertos por terra e 0,4 km² cobertos por água.

## Localidades na vizinhança
O diagrama seguinte representa as localidades num raio de 16 km ao redor de Niles.